# Josie
Josie è un singolo della band pop punk blink-182 estratto dal loro album del 1997, Dude Ranch. È l'ultimo singolo in cui è presente Scott Raynor.
I gruppi a cui si riferiscono i primi versi della canzone "and my girlfriend, likes UL and DHC" sono gli Unwritten Law e i Dance Hall Crashers.
La canzone narra di un'ipotetica ragazza perfetta, Josie.
Josie è anche riportata nella canzone Online Song del loro album del 2001, Take Off Your Pants and Jacket.

## Tracce
1. Josie – 3:06
2. Wasting Time – 2:44
3. Carousel – 3:12
4. I Won't Be Home for Christmas – 3:17

## Video
Il video mostra Mark che s'innamora di una ragazza della sua classe (interpretata da Alyssa Milano) e che cerca disperatamente di dichiararsi a lei. Le cose però non vanno come preventivato e Mark per sbaglio si dichiara ad un suo compagno di classe. Alla fine riuscirà ad attirare le attenzioni della ragazza, ma anche quelle del suo compagno.

## Formazione
- Mark Hoppus – basso e voce
- Tom DeLonge – chitarra e voce
- Scott Raynor – batteria